# Therese Brunetti
Therese Brunettiová, také Theresia Brunety, rozená  Theresia Frey (24. prosince 1782, Vídeň – 15. května 1864, Praha) byla česko-rakouská herečka. Debutovala v roce 1798 v Praze ve Stavovském divadle, jehož byla dlouholetou přední herečkou.

## Životopis
Narodila se ve Vídni jako Theresie Frey, dcera oficiála Antona Freye a jeho manželky Barbory, rozené Raflingerové. 10. ledna 1799 se v šestnácti letech v Praze v kostele sv. Havla provdala poprvé, a to za Itala Giacoma Brunettiho, v matrice zapsaného jako Joachim Brunety (1771/1773–1823), který působil ve Vídni jako komický tanečník. V roce 1798 přešel do Prahy, kde působil ve Stavovském divadle nejprve jako tanečník a později, do roku 1806 jako baletní mistr. Odešel při změně vedení divadla, kdy dosavadního ředitele Domenica Guardasoniho (a před ním Pasquale Bondiniho) nahradil Jan Karel Liebich a s ním došlo k odklonu od italské operní tvorby a zaměření na německou operu. Giacomo Brunetti zemřel v Praze 16. března 1823 na vodnatelnost plic.

### Děti
- První syn Johann Brunetti se narodil v roce 1800, byl žákem svého otce. Pracoval jako tanečník, mim a učitel společenského tance.
- Franz Karl (28.12.1809–1894) v mládí účinkoval v baletních představeních jako mim
- Friedrich Mathias (18.3.1815–6.4.1838)[2] studoval v Praze filozofii, v mládí také účinkoval v baletních představeních jako mim, zemřel 23letý na tyfus[3].
- dcera Theresie Barbara (1803–1892, pohřbena v Karlsruhe se svým manželem), pěvkyně,  od roku 1817 studovala zpěv a herectví na pražské konzervatoři (založené 1810). Těsně před ukončením studií v roce 1821 byla vyloučena, protože přes výslovný zákaz hrála v operním představení Kouzelná flétna. Zpívala také ve Stavovském divadle. Provdala se na podzim roku 1822 u sv. Havla za hudebního skladatele Jana Křtitele Václava Kalivodu (Johann Wenzel Kalliwoda), který vystudoval na konzervatoři hru na housle a hrál ve Stavovském divadle. Od roku 1822 až do své smrti byl skladatelem a kapelníkem orchestru a opery u knížete Karla Egona Fürstenberga v Donaueschingen.
- August Brunetti (5.10.1818–?), stal se ekonomem na Jablonecku.[4],[5].

Do krásné koketní plavovlasé modrooké temperamentní Therese Brunetti se zamiloval geniální Karl Maria von Weber (1786 Euten–1826) ihned po svém příchodu do Stavovského divadla, kde byl pověřen vedením opery. Jeho intenzivní vztah k Therese trval zřejmě od října 1813 do února 1814. Ta si s ním zahrávala a současně se věnovala i jiným nápadníkům (Kalina). Weber byl celkově rozervaný a zmiňuje ve svém deníku Therese jako první ženu, kterou opravdu a hluboce miluje. Složil pro ni řadu skladeb, dával jí dárky. Všemožně se snažil vyhledávat její společnost. Dokonce začal tajně učit její dceru Terezu hrát na klavír a zpívat, jen proto, aby mohl matku překvapit a sblížit se s ní. Therese ovšem jeho vztah nikdy opravdově neopětovala. Weber se po svém hořkém zklamání zamiloval do zpěvačky Karoliny Brandtové (1794–1852), kterou do Stavovského divadla angažoval z Německa. Údajně mu připomínala mladší Theresu.
Druhým manželem Therese Brunettiové byl český skladatel a hudebník František Max Kníže.
O Therese Brunettiové se píše, že když ve svém pokročilém věku přijímala návštěvy, ukazovala na olejomalbu, kde byla zobrazena ve své největší kráse jako Silvana ze stejnojmenné Weberovy opery, a říkala s lítostí: „Můžete uvěřit, že tato nádherná paní a já, stará stařenka, jsme jedna a ta samá osoba?“ Chtěla zůstat navždy mladá a žádoucí žena a věnovala proto každý den alespoň jednu hodinu péči o svou krásu. V roce 1834 se stáhla do ústraní. Patrně pobírala také penzi od penzijního ústavu Stavovského divadla, který v roce 1806 založil ředitel Jan Karel Liebich. Jako penzistka bydlela v Jindřišské ulici č. 19 a pak na Františkánském náměstí. Její nejoblíbenější role byly Elisabeth v Marii Stuartovně a Marie v Goethově hře Clavigo.